# Сборная СССР по футболу (до 20 лет)
Молодёжная сбо́рная СССР по футбо́лу была специальной футбольной командой Советского Союза юношей до 20 лет, созданной в 1977 году специально для молодёжного чемпионата мира ФИФА (сегодня Чемпионат мира по футболу среди юношей до 20 лет).
С распадом Советского Союза команда выступала на Чемпионате Европы среди юношей до 18 лет 1992 года как футбольная команда СНГ среди юношей до 18 лет, которая прошла квалификацию на Молодёжный чемпионат мира 1993 года. Затем вместо неё стала выступать сборная России по футболу до 20 лет.

## Список главных тренеров
- 1977 — Сергей Мосягин
- 1979 — Сергей Коршунов
- 1983 — Николай Киселёв
- 1985 — Сергей Мосягин
- 1989 — Борис Игнатьев
- 1991 — Геннадий Костылев

## Результаты выступлений на молодёжных чемпионатах мира ФИФА
И — количество проведëнных игр, В — выигрыши, Н — ничьи, П — поражения, ЗГ — забито голов, ПГ — пропущено голов.
     Чемпион      Серебро      Бронза      Четвёртое место
| Год и место проведения | Раунд                | Место                | И                    | В                    | Н*                   | П                    | ЗГ                   | ПГ                   |
| ---------------------- | -------------------- | -------------------- | -------------------- | -------------------- | -------------------- | -------------------- | -------------------- | -------------------- |
| 1977                   | Чемпион              | 1-е                  | 5                    | 2                    | 3                    | 0                    | 7                    | 4                    |
| 1979                   | Серебро              | 2-е                  | 6                    | 3                    | 1                    | 2                    | 12                   | 7                    |
| 1981                   | Не квалифицировалась | Не квалифицировалась | Не квалифицировалась | Не квалифицировалась | Не квалифицировалась | Не квалифицировалась | Не квалифицировалась | Не квалифицировалась |
| 1983                   | Групповая стадия     | 15-е                 | 3                    | 1                    | 0                    | 2                    | 4                    | 7                    |
| 1985                   | Четвёртое место      | 4-е                  | 6                    | 3                    | 3                    | 0                    | 10                   | 3                    |
| 1987                   | Не квалифицировалась | Не квалифицировалась | Не квалифицировалась | Не квалифицировалась | Не квалифицировалась | Не квалифицировалась | Не квалифицировалась | Не квалифицировалась |
| 1989                   | Четвертьфинал        | 5-е                  | 4                    | 3                    | 1                    | 0                    | 11                   | 6                    |
| 1991                   | Бронза               | 3-е                  | 6                    | 3                    | 1                    | 2                    | 9                    | 6                    |
| Всего                  | 1 титул              | 6/8                  | 30                   | 15                   | 9                    | 6                    | 53                   | 33                   |

*Учитываются и ничьи в матчах раунда плей-офф, исход которых решился по серии пенальти.

## Состав
Все данные от 31 декабря 1991 г.
Главный тренерГеннадий Костылев
| №  | Поз. | Игрок                   | Дата рождения / возраст   | Игры | Клуб                         |
| -- | ---- | ----------------------- | ------------------------- | ---- | ---------------------------- |
| 1  | Вр   | Александр Помазун       | 11 октября 1971 (20 лет)  |      | Металлист Харьков            |
| 2  | Защ  | Ерванд Крбашян          | 1 октября 1971 (20 лет)   |      | Арарат Ереван                |
| 3  | Защ  | Сергей Мандреко         | 1 августа 1971 (20 лет)   |      | Памир Душанбе                |
| 4  | Защ  | Сергей Мамчур           | 3 февраля 1972 (19 лет)   |      | Днепр Днепропетровск         |
| 5  | Защ  | Валерий Минько          | 8 августа 1971 (20 лет)   |      | ЦСКА Москва                  |
| 6  | Защ  | Евгений Бушманов        | 2 ноября 1971 (20 лет)    |      | Спартак Москва               |
| 7  | ПЗ   | Дмитрий Михайленко      | 13 июля 1973 (18 лет)     |      | Днепр Днепропетровск         |
| 8  | Нап  | Сергей Щербаков         | 15 августа 1971 (20 лет)  |      | Шахтёр Донецк                |
| 9  | Нап  | Дмитрий Карсаков        | 29 декабря 1971 (20 лет)  |      | ЦСКА Москва / КАМАЗ Н. Челны |
| 10 | Нап  | Сергей Коновалов        | 1 марта 1972 (19 лет)     |      | Днепр Днепропетровск         |
| 11 | ПЗ   | Владимир Шаран          | 18 сентября 1971 (20 лет) |      | Карпаты Львов / Динамо Киев  |
| 12 | Вр   | Андрей Новосадов        | 27 марта 1972 (19 лет)    |      | ЦСКА Москва                  |
| 13 | Защ  | Дмитрий Климович        | 30 апреля 1972 (19 лет)   |      | Динамо Минск                 |
| 14 | Защ  | Алексей Гущин           | 21 октября 1971 (20 лет)  |      | ЦСКА Москва                  |
| 15 | ПЗ   | Юрий Алексеевич Дроздов | 16 января 1972 (19 лет)   |      | Динамо Москва                |
| 16 | ПЗ   | Виталий Бут             | 16 ноября 1972 (19 лет)   |      | Динамо Москва                |
| 17 | ПЗ   | Армен Бабаларян         | 15 августа 1971 (20 лет)  |      | Арарат Ереван / Котайк       |
| 18 | ПЗ   | Евгений Похлебаев       | 25 ноября 1971 (20 лет)   |      | Днепр Днепропетровск         |
| 19 | Вр   | Геннадий Тумилович      | 3 сентября 1971 (20 лет)  |      | Динамо Минск                 |

Трансферы 1992 года: 
Мандреко перебрался в Австрию (венский «Рапид»), Мамчур — в Россию (Асмарал (Москва)), Бушманов сменил команду (ЦСКА), Щербаков — в Португалию (Спортинг (Лиссабон)), Новосадов сменил команду (КАМАЗ (Набережные Челны)), Тумилович сменил команду (Беларусь (Минск)).